# Буднік Олександр Олександрович
Олекса́ндр Олекса́ндрович Бу́днік — солдат Збройних сил України.
Військовик 30-ї окремої механізованої бригади.

## Нагороди
8 вересня 2014 року — за особисту мужність і героїзм, виявлені у захисті державного суверенітету та територіальної цілісності України, вірність військовій присязі під час російсько-української війни, відзначений — нагороджений орденом «За мужність» III ступеня.